# Agriculture en Papouasie-Nouvelle-Guinée

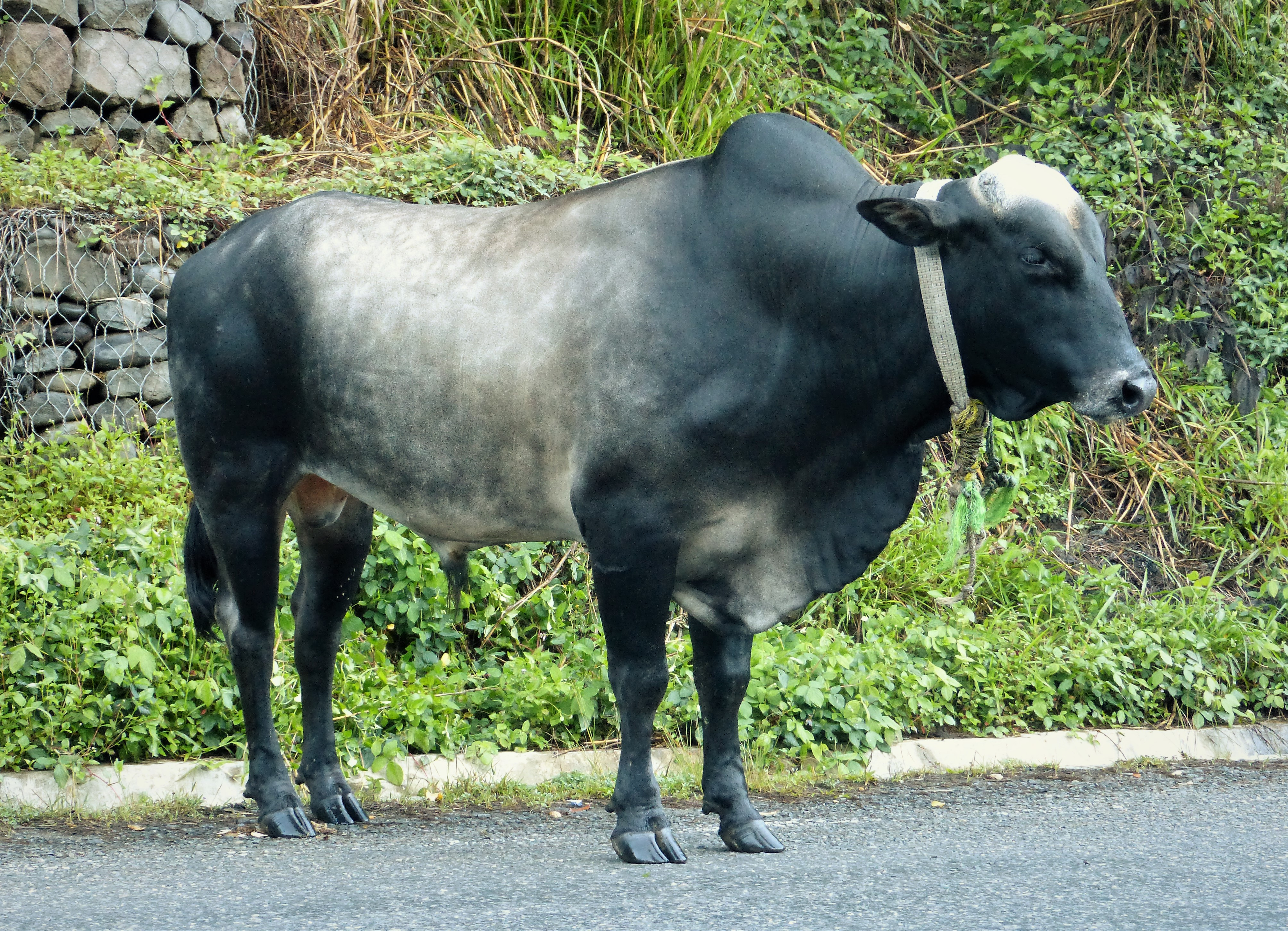
Province d'Enga, Papouasie-Nouvelle-Guinée.

L'agriculture en Papouasie-Nouvelle-Guinée a plus de 7 000 ans d'histoire. Actuellement, environ 85 % de la population de Papouasie-Nouvelle-Guinée vit d'une agriculture de semi-subsistance.
La Papouasie-Nouvelle-Guinée produit et exporte des produits agricoles, du bois et du poisson. En 2017, l'agriculture représentait 22,1% du PIB et faisait vivre plus de 80% de la population. Les cultures commerciales classées par valeur sont l'huile de palme, le café, le cacao, le coprah, le thé, le caoutchouc et le sucre. L'industrie du bois n'était pas active en 1998, en raison de la faiblesse des prix mondiaux, mais a rebondi en 1999. Environ 40% du pays est couvert d'arbres exploitables commercialement et l'industrie nationale sylvicole a été lente à se développer. Les exportations de poisson se limitent principalement aux crevettes, bien que des bateaux de pêche d'autres nations pêchent sous licence le thon dans les eaux de Papouasie-Nouvelle-Guinée. Par ailleurs, la Papouasie-Nouvelle-Guinée possède le plus grand marché d'ignames d'Asie,.

## Histoire
Les populations de Papouasie-Nouvelle-Guinée ont commencé à pratiquer l'agriculture il y a environ 7 000 à 10 000 ans. Les preuves les plus anciennes se trouvent dans la région du marais de Kuk, où la plantation, le creusement et le piquetage des plantes, et peut-être le drainage, ont été utilisés pour cultiver le taro, la banane, le sagou et l'igname.
Entre le XVIIe et le XIXe siècle, un petit nombre d'espèces végétales, dont la patate douce, le manioc et le tabac, ont été apportées des Amériques par les Européens et introduites en Indonésie, d'où elles se sont répandues en Nouvelle-Guinée. Dans la seconde partie du XIXe siècle et surtout après 1870, d'autres cultures ont été introduites directement par les Européens, notamment les haricots, la citrouille, le maïs, la pastèque, la papaye, le mangoustan, le durian, le café, l'orange, le citron, le citron vert et la goyave.
En août 2022, en plus du traditionnel ministère de l'agriculture, le gouvernement du premier ministre James Marape crée trois nouveaux ministères dans le but d'accroître la production commerciale et l'exportation dans ces domaines : un ministère de l'huile de palme (qui représente 40 % de la valeur des exportations agricoles de la Papouasie-Nouvelle-Guinée), un autre pour l'élevage et un dernier pour le café (27%). Le ministère de l'agriculture reste chargé de la sylviculture et de l'horticulture.

## Production
En 2018, la Papouasie-Nouvelle-Guinée produisait :
- 2,4 millions de tonnes d'huile de palme (9e producteur mondial) ;
- 1,3 million de tonnes de banane ;
- 1,2 million de tonnes de noix de coco (7e producteur mondial) ;
- 1,1 million de tonnes de fruits frais ;
- 728 000 tonnes de patate douce (17e producteur mondial) ;
- 375 000 tonnes d'igname ;
- 356 000 tonnes de racines et tubercules ;
- 325 000 tonnes de légumes ;
- 271 000 tonnes de taro ;
- 241 000 tonnes de maïs (vert) ;
- 237 000 tonnes de canne à sucre ;
- 152 000 tonnes de manioc ;
- 107 000 tonnes de baies ;
- 57 000 tonnes de café ;
- 44 000 tonnes de cacao ;

Ainsi que des productions plus modestes d'autres produits agricoles, comme le caoutchouc naturel (7 700 tonnes) et le thé (5500 tonnes).

## Principaux produits agricoles

### Patate douce
La patate douce est un aliment majeur en Papouasie-Nouvelle-Guinée et domine la production dans les hautes terres. C'est l'un des cinq principaux aliments de base, occupant la première place avec 99% des villageois qui la cultivent, suivie de la banane avec 96% et du taro avec 95%.

### Café
La production de café en Papouasie-Nouvelle-Guinée représente un peu plus de 1 % de la production mondiale totale selon la Conférence des Nations unies sur le commerce et le développement (CNUCED). Après l'huile de palme, le café est la deuxième exportation agricole du pays, employant environ 2,5 millions de personnes.

### Coprah
Le coprah est cultivé en Nouvelle-Guinée depuis la fin du XIXe siècle, à l'origine par les colons allemands. La production a été poursuivie par des intérêts australiens depuis la Seconde Guerre mondiale.